# Pengasinan (Sawangan)
Pengasinan is een bestuurslaag in het regentschap Depok van de provincie West-Java, Indonesië. Pengasinan telt 21.238 inwoners (volkstelling 2010).